# Matabelina subtilis
Matabelina subtilis är en kackerlacksart som först beskrevs av Brunner von Wattenwyl 1893.  Matabelina subtilis ingår i släktet Matabelina och familjen småkackerlackor. Inga underarter finns listade i Catalogue of Life.